# Foot Ball Club Unione Venezia 2012-2013
Questa pagina raccoglie le informazioni riguardanti il Foot Ball Club Unione Venezia nelle competizioni ufficiali della stagione 2012-2013.

## Stagione
Nella stagione 2012-2013 il Venezia disputa il girone A del campionato di Seconda Divisione, raccoglie 59 punti che gli valgono il terzo posto. Le prime due Pro Patria e Savona sono promosse direttamente, il Venezia è ammesso ai Play-off. Nella doppia semifinale supera il Renate. Nella doppia finale supera il Monza, ribaltando il risultato negli ultimi minuti della finale di ritorno, salendo così in Prima Divisione, il terzo livello del calcio nazionale dopo quattro stagioni. Accompagna in Prima Divisione le due promosse dirette, la Pro Patria che ha vinto il girone con 62 punti ed il Savona secondo con 60 punti. La squadra lagunare affidata a Diego Zanin non è partita bene, al termine del girone di andata è decima con 24 punti, così a fine gennaio viene cambiato il tecnico, arriva l'allenatore Stefano Sottili che porta il Venezia a raccogliere ben 35 punti, ma soprattutto ad agguantare la zona Play-off. Anche qui il Venezia si fa trovare pronto a cogliere l'insperata occasione di fare ritorno in Prima Divisione. Autore di 17 reti, il miglior arancioneroverde è stato Denis Godeas preso in estate dalla Triestina. Nella Coppa Italia di Lega Pro i lagunari disputano senza raccogliere soddisfazioni il girone E di qualificazione, che ha promosso Feralpisalò e Bassano.

## Rosa
| N. |                      | Ruolo | Calciatore           |
| -- | -------------------- | ----- | -------------------- |
|    | Italia (bandiera)    | A     | Emanuele Bardelloni  |
|    | Italia (bandiera)    | D     | Francesco Battaglia  |
|    | Italia (bandiera)    | D     | Davide Bertolucci    |
|    | Italia (bandiera)    | A     | Riccardo Bocalon     |
|    | Italia (bandiera)    | P     | Francesco Bonato     |
|    | Italia (bandiera)    | D     | Marco Cabeccia       |
|    | Italia (bandiera)    | D     | Dario Campagna       |
|    | Argentina (bandiera) | C     | Eduardo Luis Carloto |
|    | Italia (bandiera)    | C     | Giacomo Cenetti      |
|    | Italia (bandiera)    | C     | Leonardo Crafa       |
|    | Italia (bandiera)    | A     | Davide D'Appolonia   |
|    | Italia (bandiera)    | D     | Alessandro Dascoli   |
|    | Italia (bandiera)    | D     | Salvatore D'Elia     |
|    | Italia (bandiera)    | A     | Raffaele Franchini   |
|    | Italia (bandiera)    | D     | Gianluca Giovannini  |
|    | Italia (bandiera)    | A     | Denis Godeas         |

| N. |                    | Ruolo | Calciatore          |
| -- | ------------------ | ----- | ------------------- |
|    | Italia (bandiera)  | C     | Fabio Lauria        |
|    | Italia (bandiera)  | C     | Federico Maracchi   |
|    | Italia (bandiera)  | C     | Andrea Marconi      |
|    | Italia (bandiera)  | A     | Michele Marconi     |
|    | Italia (bandiera)  | C     | Salvatore Margarita |
|    | Italia (bandiera)  | D     | Federico Masi       |
|    | Italia (bandiera)  | D     | Claudio Miale       |
|    | Italia (bandiera)  | C     | Andrea Migliorini   |
|    | Francia (bandiera) | P     | Mathieu Moreau      |
|    | Brasile (bandiera) | D     | Jefferson Oliveira  |
|    | Italia (bandiera)  | C     | Nicola Princivalli  |
|    | Italia (bandiera)  | D     | Stefano Scardala    |
|    | Italia (bandiera)  | C     | Max Taddei          |
|    | Italia (bandiera)  | C     | Simone Tonelli      |
|    | Italia (bandiera)  | P     | Giovanni Zandrini   |

## Risultati

### Seconda Divisione - Girone A

#### Girone di andata
| Arbitro: | Morreale (Roma) |

|            |           |                               |
| Di Dio 49’ | Marcatori | 28’ Franchini 36’, 53’ Godeas |

| Arbitro: | Greco (Lecce) |

|  |           |                |
|  | Marcatori | 84’ F. Ferrari |

| Arbitro: | Brodo (Viterbo) |

|              |           |                   |
| Anastasi 48’ | Marcatori | 17’ (rig.) Godeas |

| Arbitro: | Albertini |

|             |           |               |
| Maracchi 6’ | Marcatori | 33’ A. Curcio |

| Arbitro: | Paolini (Ascoli Piceno) |

|                         |           |              |
| Brighenti 7’ Gualdi 12’ | Marcatori | 6’ Margarita |

| Arbitro: | Lacagnina (Caltanissetta) |

|                              |           |                               |
| Maracchi 60’ D'Appolonia 86’ | Marcatori | 4’ Vita 40’ (rig.) Gasbarroni |

| Arbitro: | Di Martino (Teramo) |

|              |           |                             |
| Bruccini 53’ | Marcatori | 75’ D'Appolonia 78’ Marconi |

| Arbitro: | Reni (Pistoia) |

|                        |           |  |
| Franchini 90+4’ (rig.) | Marcatori |  |

| Arbitro: | Tardino (Milano) |

|            |           |              |
| Morgia 35’ | Marcatori | 45+1’ Lauria |

| Arbitro: | Pierro (Nola) |

|              |           |                 |
| Maracchi 42’ | Marcatori | 62’ Lewandowski |

| Arbitro: | Capilungo (Lecce) |

|                |           |  |
| Berrettoni 37’ | Marcatori |  |

| Arbitro: | Strocchia (Nola) |

|                                             |           |                                                 |
| D'Appolonia 29’, 55’ Lauria 40’, 63’ (rig.) | Marcatori | 7’ (rig.), 68’ (rig.) Bernacci 43’, 58’ A. Fall |

| Arbitro: | D'Angelo (Ascoli Piceno) |

|                  |           |                         |
| Buonaventura 32’ | Marcatori | 28’ Lauria 30’ Campagna |

| Arbitro: | Marini (Roma) |

|  |           |             |
|  | Marcatori | 7’ Fanucchi |

| Arbitro: | Piscopo (Imperia) |

|          |           |                         |
| Laudi 5’ | Marcatori | 22’ Godeas 42’ Maracchi |

| Arbitro: | Spinelli (Terni) |

|                        |           |                    |
| Maracchi 8’ Godeas 69’ | Marcatori | 39’ (rig.) Piccoli |

| Arbitro: | Baldicchi (Città di Castello) |

|                         |           |  |
| Carta 5’ Fr. Virdis 38’ | Marcatori |  |

#### Girone di ritorno
| Arbitro: | Rizzo (Siena) |

|                 |           |                       |
| Godeas 15’, 72’ | Marcatori | 51’ Sinato 64’ Cunéaz |

| Arbitro: | Casaluci (Lecce) |

|                                        |           |  |
| F. Ferrari 35’ (rig.), 51’ Tarlato 86’ | Marcatori |  |

| Arbitro: | Vespini (Macerata) |

|                                     |           |                  |
| D'Appolonia 54’ Godeas 90+4’ (rig.) | Marcatori | 60’ Iv. Graziani |

| Arbitro: | Guccini (Albano Laziale) |

|                                      |           |                                 |
| T. Silvestri 3’ A. Curcio 73’ (rig.) | Marcatori | 34’, 56’ Lauria 54’ J. Oliveira |

| Arbitro: | Formato (Benevento) |

|            |           |  |
| Godeas 17’ | Marcatori |  |

| Arbitro: | Rizzo (Siena) |

|                       |           |            |
| Gasbarroni 43’ (rig.) | Marcatori | 10’ Godeas |

| Arbitro: | Merlino (Udine) |

|                               |           |  |
| Bocalon 60’ D'Appolonia 90+4’ | Marcatori |  |

| Arbitro: | Benassi (Bologna) |

|               |           |                  |
| Spinale 90+1’ | Marcatori | 6’, 90+5’ Godeas |

| Arbitro: | Di Martino (Teramo) |

|                                            |           |           |
| Godeas 43’ A. Marconi 63’ Cenetti 77’, 82’ | Marcatori | 1’ Marras |

| Arbitro: | Formato (Benevento) |

|  |           |            |
|  | Marcatori | 17’ Godeas |

| Arbitro: | Piscopo (Imperia) |

|                         |           |                    |
| Maracchi 20’ Lauria 51’ | Marcatori | 9’, 18’ Longobardi |

| Arbitro: | Baroni (Firenze) |

|                        |           |                  |
| Nicastro 38’, 40’, 47’ | Marcatori | 6’ (rig.) Godeas |

| Arbitro: | Fiore (Barletta) |

|                             |           |  |
| Bocalon 63’, 83’ Godeas 66’ | Marcatori |  |

| Alessandria 21 aprile 2013 31ª giornata | Alessandria   | 0 – 0 | Venezia | Stadio Giuseppe Moccagatta\| Arbitro: \| Marini (Roma) \| |
| Arbitro:                                | Marini (Roma) |       |         |                                                           |

| Arbitro: | Guccini (Albano Laziale) |

|                               |           |                                            |
| Bocalon 19’, 49’ Maracchi 38’ | Marcatori | 14’ J. Pandiani 76’ (rig.), 88’ Varricchio |

| Arbitro: | Dei Giudici (Latina) |

|                                                          |           |                                             |
| Muratori 28’ Beretti 34’ Tonani 78’ Battaglia 84’ (aut.) | Marcatori | 13’, 69’, 79’, 81’ D'Appolonia 54’ Maracchi |

| Arbitro: | Piccinini (Forlì) |

|                            |           |                       |
| Godeas 9’, 34’ Bocalon 62’ | Marcatori | 70’, 90+1’ Fr. Virdis |

### Play-off

#### Semifinale
| Arbitro: | Sacchi (Macerata) |

|                  |           |            |
| A. Brighenti 73’ | Marcatori | 45’ Godeas |

| Arbitro: | Dei Giudici (Latina) |

|            |           |  |
| Cenetti 7’ | Marcatori |  |

#### Finale
| Monza 9 giugno 2013 Andata | Monza          | 0 – 0 | Venezia | Stadio Brianteo\| Arbitro: \| Saia (Palermo) \| |
| Arbitro:                   | Saia (Palermo) |       |         |                                                 |

| Arbitro: | Maresca (Napoli) |

|                                    |           |                            |
| Bocalon 51’, 86’ D'Appolonia 90+3’ | Marcatori | 28’ Finotto 56’ Gasbarroni |

### Coppa Italia di Lega Pro

#### Girone E
| Arbitro: | Rapuano (Rimini) |

|                 |           |                   |
| D. Ferretti 33’ | Marcatori | 3’, 14’ Bentoglio |

| Arbitro: | Merlino (Udine) |

|              |           |                                |
| Margarita 3’ | Marcatori | 36’ D. Ferretti 65’ Gasparello |

| Salò 29 agosto 2012 3ª giornata | Feralpisalò       | 0 – 0 | Venezia | Stadio Lino Turina\| Arbitro: \| Oliveri (Palermo) \| |
| Arbitro:                        | Oliveri (Palermo) |       |         |                                                       |